# Кубински ручеен анолис
Кубинските ручейни анолиси (Anolis vermiculatus), наричани също винялески анолиси, са вид влечуги от семейство Dactyloidae.
Срещат се в гъсти тропически гори в ограничен район около Винялес в Куба, обикновено в близост до бързо течащи потоци, откъдето идва и името им. Мъжките достигат дължина на тялото без опашката 123 милиметра, а женските – 83 милиметра. Могат да тичат на два крака по водата, а при опасност се потопяват в нея и могат да останат там близо час. Хранят се с дребни животни – жаби, скариди, риби, – които ловят главно във водата.